# Leerdam
Leerdam je město v Nizozemsku. Leží na řece Linge 20 km jižně od Utrechtu a žije v něm přibližně 21 tisíc obyvatel.
První písemná zpráva pochází z roku 1143 a v roce 1407 obdržel Leerdam městská práva. Město patřilo od 16. století Oranžským a výrazně utrpělo v období osmdesátileté války (v roce 1574 byl zničen místní hrad). V roce 1765 byla založena sklářská huť. O rozvoj výroby křišťálového skla se zde zasloužil designér Karel de Bazel. Ve městě se nachází muzeum, kde je možno vidět tradiční techniku foukání skla.
Do roku 2019 tvořil Leerdam jednu z obcí provincie Jižní Holandsko, pak byl spojen s Vianenem a Zederikem do nové obce Vijfheerenlanden a přeřazen do provincie Utrecht.
Významnými památkami jsou gotický chrám Grote Kerk, větrný mlýn Ter Leede, zbytky městského opevnění a budova bývalého starobince Hofje van Mevrouw van Aerden s bohatou sbírkou obrazů. Leerdamem prochází železniční trať z Elstu do Dordrechtu a dálnice A15. Potřebám turistického ruchu slouží veřejné akvárium a hustá síť cyklostezek. Každý čtvrtek se pořádá v centru města velký trh.
Zemědělské okolí města je známé produkcí sýra Leerdammer.
Partnerským městem Leerdamu je Nový Bor.